# Société de linguistique romane
La Société de linguistique romane est une société savante fondée à Paris en 1924 par Adolphe Terracher et Oscar Bloch avec la participation d’une centaine de romanisants venant d'une vingtaine de pays. Tombée en sommeil du fait de la Seconde Guerre mondiale, elle a été relancée en 1953, lors du VIIe Congrès de linguistique romane à Barcelone.
Elle compte en 2013 1 029 membres, dont 602 membres individuels, de 34 pays différents, et 427 bibliothèques et institutions appartenant à 45 pays.

## Présidents
- Ferdinand Brunot, de 1924 à 1928
- Karl Jaberg, de 1928 à 1930
- Giulio Bertoni, de 1930 à 1932
- Mario Roques, de 1932 à 1934
- Ramón Menéndez Pidal, de 1934 à 1937
- Mario Roques, de 1937 à 1940 et de 1953 à 1961
- Walther von Wartburg, de 1962 à 1965
- John Orr, de 1965 à 1966
- Antoni Maria Badia i Margarit, de 1968 à 1971
- Kurt Baldinger, de 1971 à 1974
- Bernard Pottier, de 1974 à 1977
- Manuel Alvar, de 1977 à 1980
- Eugen Coșeriu, de 1980 à 1983
- Aurelio Roncaglia, de 1983 à 1986
- Max Pfister, de 1986 à 1989
- Robert Martin, de 1989 à 1992
- Gerold Hilty, de 1992 à 1995
- Alberto Vàrvaro, de 1995 à 1998
- Marc Wilmet, de 1998 à 2001
- Günter Holtus, de 2001 à 2004
- Emilio Ridruejo, de 2004 à 2007
- Maria Iliescu, de 2007 à 2010
- Jean-Pierre Chambon, de 2010 à 2013
- David A. Trotter[2], depuis 2013[3]
- Roberto Antonelli, 2016–2019
- Fernando Sánchez Miret, depuis 2020.

## Éditions de Linguistique et de Philologie
Les Éditions de Linguistique et de Philologie (ELiPhi) émanent de la Société de linguistique romane. 
Les ELiPhi publient la Revue de linguistique romane (RLiR, depuis 1925) les collections thématiques des Travaux de Linguistique Romane (TraLiRo), celles des Travaux de Littératures Romanes (TraLittRo) et – avec la SLR – la collection de la Bibliothèque de linguistique romane (BiLiRo).